# Vildé-Guingalan
Vildé-Guingalan (tiếng Breton: Gwilde-Gwengalon, Gallo: Vildéu-Gengalan) 
là một xã của tỉnh Côtes-d'Armor, thuộc vùng Bretagne, tây bắc Pháp.

## Dân số
Người dân ở Vildé-Guingalan được gọi làVildéens.